# Ilaria Accame
Ilaria Evira Accame (* 31. August 2001 in Savona) ist eine italienische Sprinterin, die sich auf den 400-Meter-Lauf spezialisiert hat.

## Sportliche Laufbahn
Erste internationale Erfahrungen sammelte Ilaria Accame im Jahr 2022, als sie bei den U23-Mittelmeer-Meisterschaften in Pescara in 3:34,25 min die Goldmedaille mit der italienischen 4-mal-400-Meter-Staffel gewann. Im Jahr darauf schied sie bei den U23-Europameisterschaften in Espoo mit 53,19 s im Halbfinale über 400 Meter aus und 2024 gelangte sie bei den Europameisterschaften in Rom mit 3:23,40 min auf Rang vier im Staffelbewerb. Anschließend nahm sie mit der Staffel an den Olympischen Sommerspielen in Paris teil und schied dort mit 3:26,50 min im Vorlauf aus.

## Persönliche Bestzeiten
- 400 Meter: 51,98 s, 19. Juni 2024 in Nembro
  - 400 Meter (Halle): 54,53 s, 5. Februar 2023 in Ancona